# Oxyopes ornatus
Oxyopes ornatus är en spindelart som först beskrevs av John Blackwall 1868.  Oxyopes ornatus ingår i släktet Oxyopes och familjen lospindlar. Inga underarter finns listade i Catalogue of Life.